# Allocosa caboverdensis
Allocosa caboverdensis är en spindelart som beskrevs av Schmidt och Krause 1995. Allocosa caboverdensis ingår i släktet Allocosa och familjen vargspindlar. Inga underarter finns listade i Catalogue of Life.